# Grupo de Reorganização
O Grupo de Reorganização (em chinês: 改組派), ou Associação dos Companheiros de Reorganização (chinês: 中國國民黨改組同志會), foi uma facção política de esquerda dentro do Kuomintang que se opôs a Hu Hanmin ("Grupo das Colinas Ocidentais") e Chiang Kai-shek do final da década de 1920 ao início da década de 1930.
Wang Jingwei não participou oficialmente do Grupo de Reorganização, mas o Grupo de Reorganização o considerava seu líder espiritual. A facção, fundada em novembro de 1928 e dissolvida em 1 de janeiro de 1931, tinha como ideologia o tridemismo, o mínshēng, o anticomunismo e o anti-imperialismo.